# Феодор Ангел
Феодор Ангел (греч. Θεόδωρος Ἄγγελος, ум. 1299) — правитель Фессалии совместно со своим братом Константином Дукой в 1289—1299 годах. Севастократор с 1295 года.

## Биография
Феодор Ангел был третьим сыном правителя Фессалии Иоанна I Дуки и его жены, которая известна только под монашеским именем Гипомона. Когда Иоанн I умер, на Фессалийский престол взошел старший брат Ангела — Константин Дука. Феодор же стал его соправителем. Поскольку они были несовершеннолетними, первоначально, оба брата находились под опекой Анны Кантакузиной — жены эпирского деспота Никифора I Комнина Дуки.
Братья продолжили войну с Византией, которая началась при Иоанне I Дуке. В 1292 году Феодор был побежден в битве с византийским генералом Михаилом Тарханиотом. А в 1294 году братья покорили Византийскую Димитрию в заливе Волос.
Константин и Феодор также продолжили войну, начатую их отцом против Никифора I Комнина Дуки и его латинских союзников. Когда в 1295 году Филипп I Тарентский стал планировать захват Фессалии, братья обратились за поддержкой в Византию. Они признали сюзеренитет Византийской империи над Фессалией. За это Феодору и его брату был дарован титул севастократор. После этого планировалась свадьба Ангела с армянской принцессой Феофано, но этот проект провалился.
Заручившись протекторатом Византии над Фессалией, летом 1295 года, Константин и Феодор начали военные действия против Эпирского деспотата. Они завоевали города Ангелокастрон, Ахелоос и Лепанто, которые предполагались стать приданым Филиппа I Тарентского за его брак с Тамарой  — дочерью эпирского деспота Никефора I. Однако, впоследствии большинство этих территорий вновь оказались под властью Эпира в 1296 году. После дальнейших боев Константин был вынужден также уступить Филиппу Ангелокастрон в 1301 году. Феодор Ангел умер еще до этих событий около 1299 года.